# Galle
Galle (tiếng Sinhala: ගාල්ල;tiếng Tamil: காலி) Galle (tiếng Sinhala: ගාල්ල; tiếng Tamil: காலி) là thành phố nằm trên các đầu tây nam của Sri Lanka, khoảng cách 119 km so với thủ đô Colombo. Galle là thành phố thủ phủ của tỉnh Nam của Sri Lanka và nó nằm ở quận Galle.
Galle được biết đến như Gimhathiththa (mặc dù Ibn Batuta trong thế kỷ 14 đề cập đến nó như là Qali trước khi sự xuất hiện của người Bồ Đào Nha trong thế kỷ 16, khi nó đã là cảng chính trên đảo. Galle đạt tới đỉnh cao của sự phát triển của nó trong thế kỷ 18, trong thời kỳ thuộc địa Hà Lan. Các sông lớn là sông Gin (Gin Ganga), bắt đầu từ Gongala Kanda và các làng đi qua như Neluwa, Nagoda, Baddegama, Thelikada, và Wakwella, đạt đến biển Ginthota. Trong Wakwella qua sông có Wakwella Bridge, đó là cây cầu dài nhất ở Sri Lanka.
Galle là ví dụ tốt nhất của một thành phố tăng có công sự kiểu châu Âu ở Nam và Đông Nam Á, cho thấy sự tương tác giữa phong cách kiến trúc châu Âu và truyền thống Nam Á. Pháo đài Galle là một di sản thế giới và pháo đài lớn nhất còn lại ở châu Á được xây dựng bởi những thực dân châu Âu. Điểm mốc nổi bật trong Galle bao gồm bến cảng tự nhiên, Bảo tàng Hàng hải Quốc gia, nhà thờ St Mary được thành lập bởi các linh mục Dòng Tên, một trong những ngôi đền Shiva chính trên đảo, và Amangalla khách sạn sang trọng lịch sử.
Galle là thành phố chính ở phần phía nam của hòn đảo, với dân số khoảng 100 000 người, và được kết nối bằng đường sắt tới Colombo và Matara. Ngày 26 tháng 12 năm 2004 thành phố bị tàn phá bởi sóng thần gây ra bởi trận động đất năm 2004 Ấn Độ Dương cách đó 1000 dặm, ngoài khơi bờ biển của Indonesia. Hàng nghìn người đã thiệt mạng tại thành phố một mình. Galle có sân criket, sân vận động Galle xây dựng lại sau thảm họa sóng thần. 
Galle là nơi bảo tồn tốt các di sản kiến trúc của mình. Galle cũng là một, điểm đến hấp dẫn du khách quốc tế nổi tiếng. Rumassala ở Unawatuna giống như ngọn núi đồi lớn, mà hình thức hàng rào bảo vệ phía đông đến cảng Galle. Truyền thống địa phương liên kết đồi với một số sự kiện của Ramayana.